# Muros, Sassari
Muros là một đô thị ở tỉnh Sassari trong vùng Sardinia, có khoảng cách khoảng 170 km về phía bắc của Cagliari và cách khoảng 8 km về phía đông nam của Sassari. Tại thời điểm ngày 31 tháng 12 năm 2004, đô thị này có dân số 760 người và diện tích là 11,2 km².
Muros giáp các đô thị: Cargeghe, Osilo, Ossi, Sassari.